# قبل از شلوغی تابستان
قبل از شلوغی تابستان (عربی مصری: قبل زحمة الصيف) یک فیلم به کارگردانی محمد حسن خان است که در سال ۲۰۱۵ منتشر شد.